# 보이즈 투 멘
보이즈 투 멘(Boyz II Men)은 미국의 리듬 앤 블루스, 소울 음악 그룹이다. 펜실베이니아, 필라델피아 출신의 남자 네 명으로 구성된 그룹으로서 1988년에 결성하였고, 1991년에 모타운 레코드를 통해서 데뷔하였다. 현재까지 총 6천만 장의 음반 판매량을 기록한 만큼 보이즈 투 멘은 대중들에게 가장 많은 사랑을 받은 음악 그룹 중 하나이며, 평단으로부터도 찬사를 받은, 역대 최고의 R&B 음악 그룹으로 손꼽힌다.

## 초창기
1986년, 미국 펜실베이니아, 필라델피아 예술 고등학교에서 친구 사이인 네이든 모리스(Nathan Morris)와 마크 넬슨(Marc Nelson)은 "유니크 어트랙션"(Unique Attraction)이라는 이름으로 리듬 앤 블루스 음악 그룹을 결성했으나 별로 활동을 하진 않았다. 그러던 중 완야 모리스(Wanya Morris)를 포함하여 숀 스탁맨(Shawn Stockman)과 마이클 맥캐리(Michael McCary)를 새로 영입하고 그룹 이름을 "보이즈 투 멘"(Boyz II Men)이라 다시 지었다. 1989년부터 아마추어로서 본격적인 활동을 시작한 보이즈 투 멘은 모타운 레코드 (Motown Records)와 계약을 맺으면서 주류 시장으로 진출하게 되었다. 녹음을 마치기 전 개인적인 문제로 인해 마크 넬슨은 팀을 떠났다.

## 정식 데뷔
1991년 4월, 1집 정규 앨범《Cooleyhighharmony》를 발표함으로써 그들은 정식 데뷔를 하였다. 앨범 수록곡 중 "Motownphilly"를 첫 번째 싱글로 내면서 활동을 시작하였는데, 이 노래를 통해 뉴 잭 스윙(New Jack Swing)이란 장르를 각인시키는 데에 큰 역할을 하였으며, 빌보드 차트 핫 100에서 3위를 기록하였다. 두 번째 싱글로 "It's So Hard to Say Goodbye to Yesterday"를 내면서 아 카펠라 음악 (A Cappella Music)을 선보이기도 했다. 1집 앨범은 900만 장이 팔렸고, 빌보드 200에서 3위까지 기록하였으며, 1992년 그래미 최우수 R&B 부문 상을 받음과 동시에 신인상 후보에도 올랐다.
고전적인 R&B 그룹의 노래 스타일이라 한다면, 한두 명의 리드 보컬이 노래의 대부분을 부르고 나머지 멤버들은 배경음을 넣거나 화음을 맞추는 정도에 그치는 식이었다. 하지만 보이즈 투 멘은 이런 고전적인 스타일을 탈피하고 멤버 4명이 고루 음을 내며 화음을 내는 데에 중점을 두었고, 이러한 스타일은 곧 그들의 상징이 되었다. 숀 스탁맨은 테너, 완야 모리스는 중테너(Vibrato-Heavy Tenor), 네이든 모리스는 바리톤, 마이클 맥캐리는 베이스를 맡으면서 구성원 모두가 각각 서로 다른 음역대를 소화하였다. 여기서 마이클은 가장 낮은 저음의 목소리로 나레이션을 전담하기도 하였다.

## 기록의 연속
1992년, 콘서트 투어를 하는 중에 영화《부메랑》의 사운드트랙 주제곡인 "End of the Road"를 녹음하였고, 이 곡은 이후 굉장한 히트를 기록하였다. 빌보드 핫 100에서 무려 13주 동안 1위를 기록하였는데, 이것은 1956년에 엘비스 프레슬리가 세운 11주 기록을 갈아치우는 신기록이었다. 엄청난 사랑을 받은 노래인 만큼 "End of the Road"는 1집 정규 앨범에 보너스 트랙으로 추가 수록되었고, 앨범은 93년에 재발매되었다.
1994년 8월, 두 번째 정규 앨범《 II 》를 발표하였다. 앨범 수록곡 중 무려 5곡이나 싱글로 발매되었으며, 대부분 차트 최상위권 안에 들었다. 특히 첫 번째와 두 번째 싱글로 나온 "I'll Make Love to You"와 "On Bended Knee"는 1위를 기록하였다. 1992년 "End of the Road"가 가지고 있던 13주 1위 기록은 곧이어 나온 휘트니 휴스턴의 노래 "I Will Always Love You"에 의해서 바로 깨졌는데, "I'll Make Love to You"가 14주 1위를 함으로써 타이기록을 세웠고, 미국 내에서만 앨범 판매량이 1,200만 장을 돌파하였다. 이 앨범의 성공으로 1995년 37회 그래미 시상식에서 최우수 R&B 앨범과 최우수 R&B 가수, 두 부문을 수상했다.
1995년 10월, 당시 미국 최고의 여자 팝 가수로 꼽히던 머라이어 캐리가 다섯 번째 정규 앨범《Daydream》을 발표하였는데, 보이즈 투 멘은 그 앨범 수록곡 중 "One Sweet Day"란 노래를 함께 작업하였다. 이후 이 노래가 싱글로 나왔을 때는 놀라울 정도로 큰 인기를 얻었다. "I Will Always Love You"와 "I'll Make Love to You"가 가지고 있던 빌보드 핫 100, 14주 1위 기록을 이 노래가 무려 16주 동안 1위를 함으로써 깬 것이다. 이 기록은 1995년~2019년까지 24년간 유지되었다. 2017년 루이스 폰시의 Despacito도 16주 1위를 함으로써 현재는 이 곡과 타이기록이 되었다.

## 인기의 하락세
1997년 9월, 세 번째 정규 앨범《Evolution》을 발표하였고, 판매량은 3백만 장이었다. 여전히 많은 판매량이었지만 엄청난 기록을 세운 1~2집에 비하면 한참 못미치는 기록이었다. 빌보드 핫 100에서 첫 싱글 "Four Seasons of Loneliness"는 1위를, 두 번째 싱글 "A Song for Mama"는 7위를 각각 기록하였다. 추가로 두 곡을 더 싱글로 냈으나 별로 활동을 하진 않았다.
1998년 말에는 애니메이션 영화《이집트 왕자》OST에 참여하였다. 그 앨범에 수록된 곡 중에선 위트니 휴스턴과 머라이어 캐리가 듀엣으로 불러 화제가 된 곡 "When You Believe"와 함께 보이즈 투 멘이 부른 노래 "I Will Get There"가 싱글로 나왔고, "I Will Get There"는 빌보드 핫 100에서 32위를 기록하였다.
1999년, 모타운 레코드의 모기업인 폴리그램(Polygram)이 유니버설 뮤직 그룹(UMG)에 인수되면서 자연스럽게 모타운 또한 유니버설에 인수되었다. 보이즈 투 멘은 모타운을 거치지 않고 직접 유니버설과 재계약을 하였고, 2000년 9월, 네 번째 정규 앨범《Nathan Michael Shawn Wanya》를 발표하였다. 이 앨범의 판매량은 전 세계 100만 장에 그쳤으며, 두 싱글, "Pass You By"와 "Thank You in Advance"는 그다지 히트를 하지 못했다.

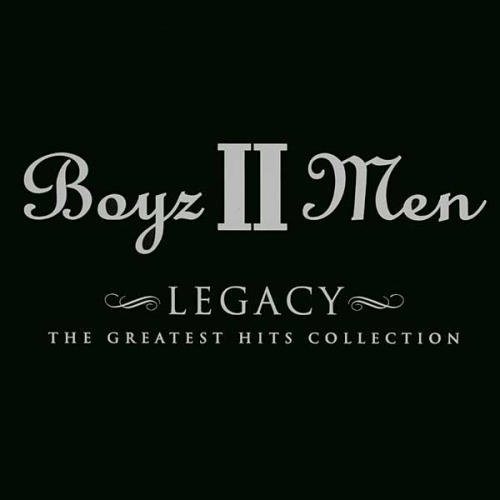
2001년 베스트 앨범 Legacy: The Greatest Hits Collection.

이 시기에 마이클 맥캐리는 척추에 이상이 생겨 더 이상 무대에서 온전히 춤을 출 수 없게 되었고, 할 수 없이 혼자 간이 의자에 앉아 공연을 하는 상황도 벌어졌다.
3집과 4집의 경우 비록 1집과 2집의 폭발적인 인기를 그대로 재현하진 못했지만 그렇다고 해서 음악성이나 앨범 완성도가 떨어진 것은 아니었다. 평단은 좀 더 성숙해진 그들의 음악성과 독자적으로 발전을 꾀한 점 등을 높게 평가하기도 하였다.

## 그룹의 변화
2001년, 보이즈 투 멘은 베스트 앨범《Legacy: The Greatest Hits Collection》을 끝으로 유니버설과 계약을 종결했고, 대신 아리스타 레코드(Arista Records)와 새로 계약을 맺으면서 2002년 다섯 번째 정규 앨범《Full Circle》을 발표하였다. 과거 전성기 때의 조력자였던 베이비페이스와 다시 작업한 곡 "The Color of Love"를 첫 싱글로 내놓았고, 뮤직 비디오는 대규모의 예산을 투입해 제작하면서 야심차게 재기를 노렸으나 대중들의 반응은 미지근했고, 판매량도 4집과 거의 동일하였다.
2003년 1월, 마이클 맥캐리는 끝내 고질적인 척추의 고통으로부터 벗어나지 못하고 은퇴를 하였다. 이때부터 보이즈 투 멘은 더 이상 4명이 아닌, 3명이서 활동을 해 나갔다. 5집 앨범은 오리지널 멤버 전원이 참여하여 만든 마지막 앨범이 되었다. 나머지 3명은 신곡 활동을 하지 않고 대신 커버 앨범, 헌정 앨범, 컴필레이션 앨범 등을 발표하며 미약하게나마 꾸준히 활동을 이어 오고 있다.

## 음반 목록
| 연도 | 음반                                    | 빌보드 차트 | 비고      |
| ---- | --------------------------------------- | ----------- | --------- |
| 2009 | Love                                    | —           | 커버 음반 |
| 2007 | Motown: A Journey Through Hitsville USA | 27위        | 커버 음반 |
| 2006 | The Remedy                              | —           | [ 14 ]    |
| 2004 | Throwback, Vol. 1                       | 52위        | 커버 음반 |
| 2002 | Full Circle                             | 10위        | 5집       |
| 2000 | Nathan Michael Shawn Wanya              | 4위         | 4집       |
| 1997 | Evolution                               | 1위         | 3집       |
| 1994 | II                                      | 1위         | 2집       |
| 1991 | Cooleyhighharmony                       | 3위         | 데뷔 음반 |

| 연도 | 음반                                 | 비고            |
| ---- | ------------------------------------ | --------------- |
| 2005 | Winter / Reflections                 | 크리스마스 음반 |
| 2003 | The Best of Boyz II Men              | 베스트 앨범     |
| 2001 | Legacy: The Greatest Hits Collection | 베스트 앨범     |
| 1999 | The Ballad Collection                | 발라드 모음집   |
| 1995 | The Remix Collection                 | 리믹스 음반     |
| 1993 | Christmas Interpretations            | 크리스마스 음반 |

## 같이 보기
- 가장 많은 음반을 판 음악가 목록